# Impasse du Rouet
L'impasse du Rouet est une voie située dans le quartier du Petit-Montrouge du 14e arrondissement de Paris.

## Situation et accès
Débouchant entre les numéros 4 et 6 de l'avenue Jean-Moulin, l'impasse du Rouet est desservie par la ligne 4 à la station Alésia.

## Origine du nom
Elle doit son nom au rouet utilisé dans les corderies. Une corderie était à proximité, plus au nord. Elle figure sur le plan A. Tardieu (1838),.

## Historique
Cette voie privée est ouverte sous le nom de « cul-de-sac de la Corderie », puis d'« impasse de la Corderie », avant de recevoir par arrêté du 1er février 1877 sa dénomination actuelle.

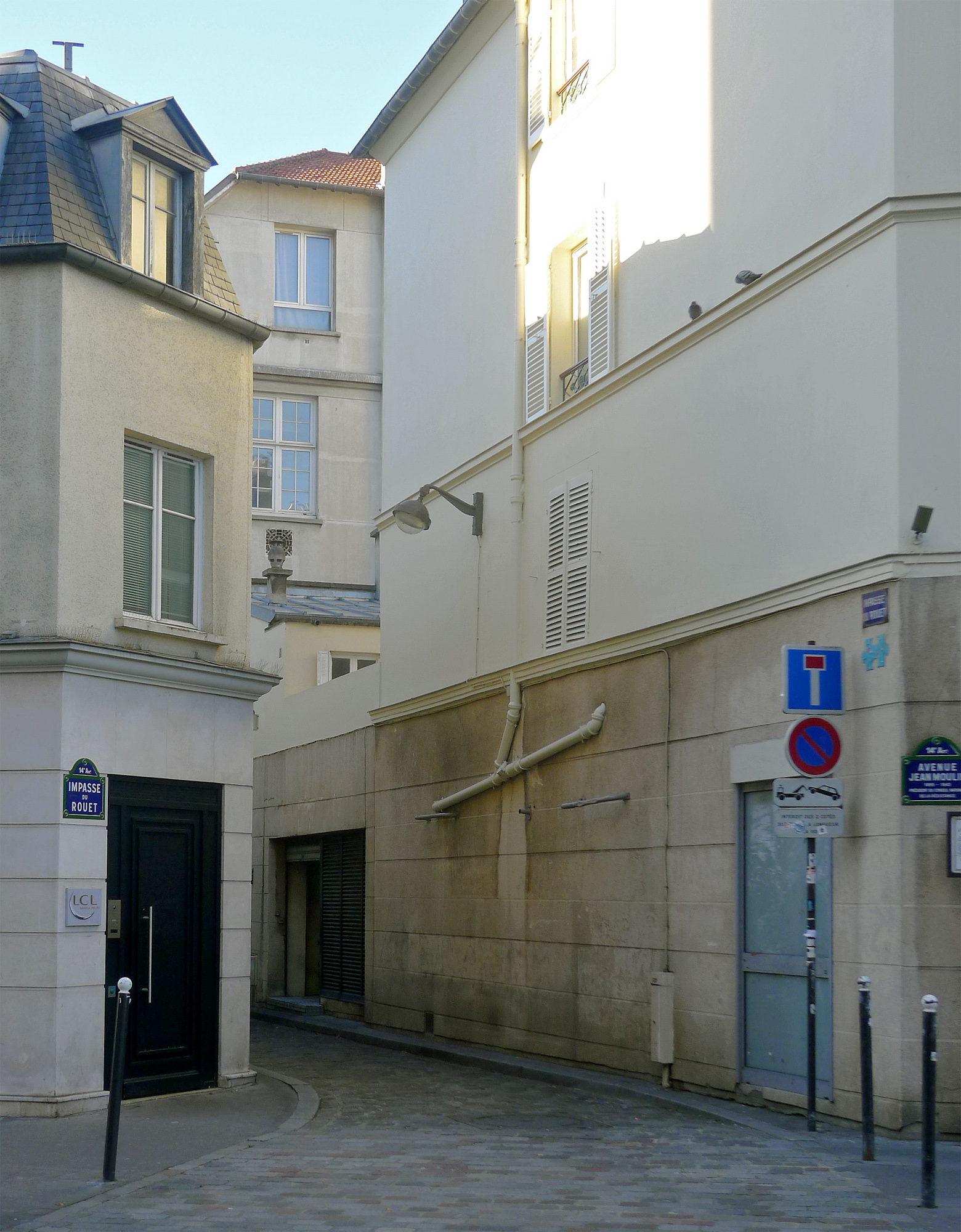
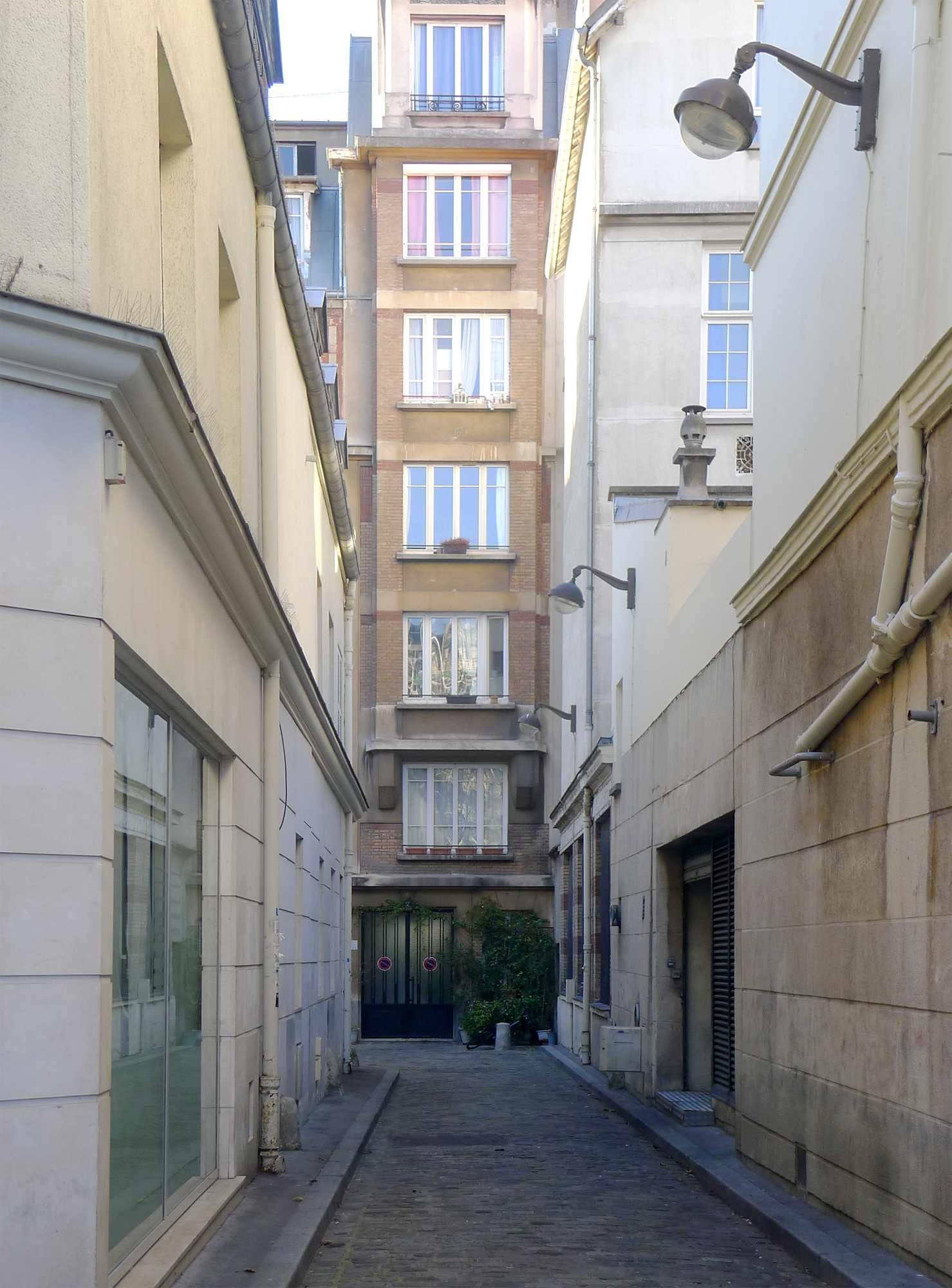

## Bâtiments remarquables et lieux de mémoire
- Marcel Chassard (1907-1997), artiste peintre, naquit impasse du Rouet.
- Tony Aubin, Henri Calet, Edmond Humeau et Charles Trenet ont habité l’impasse du Rouet ainsi que nombre d’artistes parmi lesquels Frans Boers, Joséphine Chatelain, Józef Czapski, Irène Klestova, Jacques Mesenblum, Raymond Pallier, Hans Reichel, Marie Ribelli , Lev Tchistovsky, Motohiro Tsuji, Pierre Valade, Jean van Berchem, Adya van Rees, Georges Vantongerloo.